# Solarballon

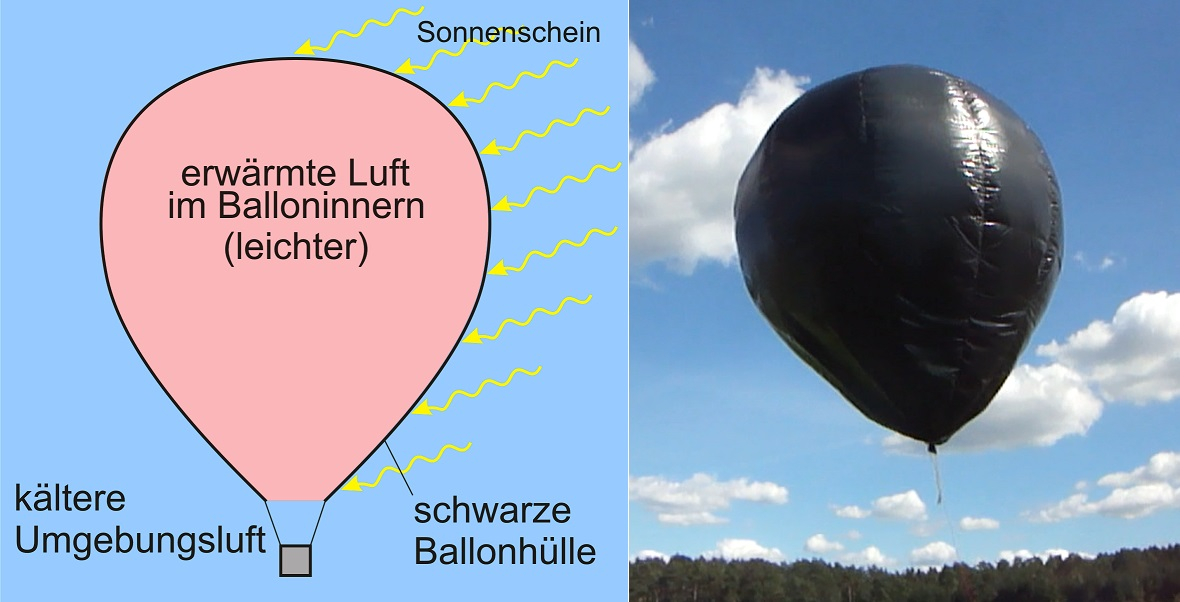
Funktionsprinzip eines Solarballons

Ein Solarballon ist ein Ballon mit dunkler Hülle, der mit normaler Umgebungsluft gefüllt ist. Die Hülle absorbiert die Energie des Sonnenlichts und heizt sich dadurch auf. Einen Teil der Wärmeenergie gibt sie an die Luft im Balloninnern ab, die sich dadurch ebenfalls erwärmt. Weil erwärmte Luft weniger dicht ist als kalte, entsteht auf diese Weise ein statischer Auftrieb, der den Ballon schweben lässt.

## Verbreitete Bauformen

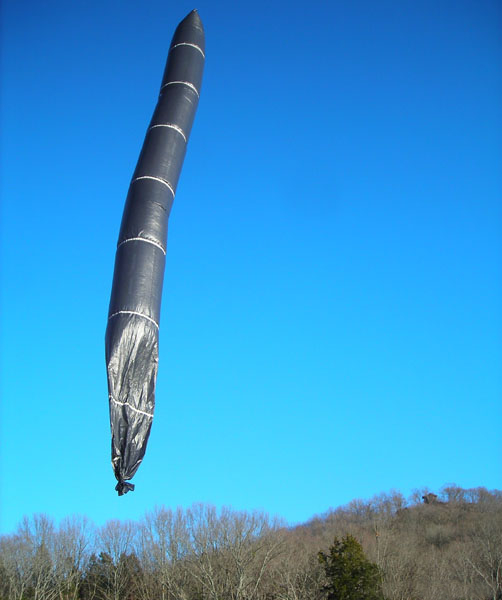
Schlauchförmiger Solarballon

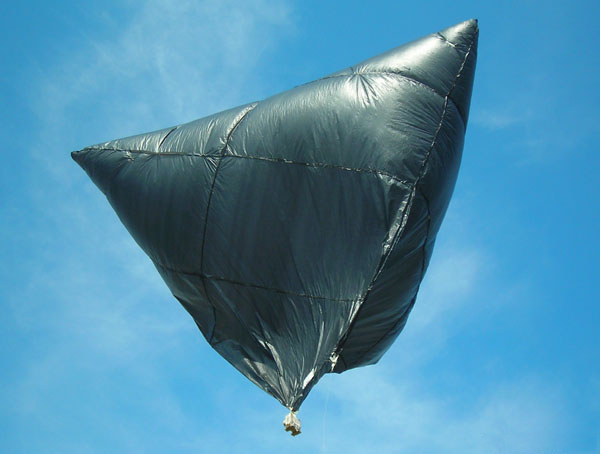
Tetraederförmiger Solarballon

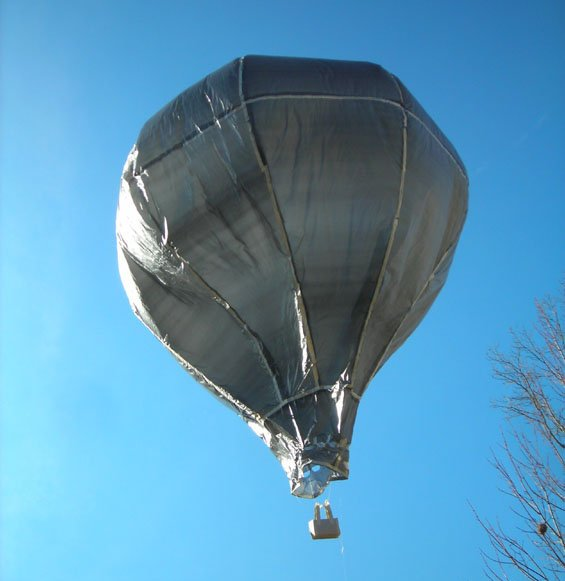
Tropfenförmiger Solarballon

Es gibt eine Vielzahl von Bauformen. Allen gemeinsam ist, dass sie eine dunkle Hülle besitzen, die durch die Sonne aufgeheizt wird. Ist die Hülle dünn genug für das eingeschlossene Luftvolumen, fliegt fast alles. Allerdings unterscheiden sich die Bauformen stark in den Anforderungen, geeignete Folienstücke anzufertigen. Während bei in Eigenbau gefertigten Solarballons der Einsatz von Klebeband zur Verarbeitung der Folie weit verbreitet ist, kann die zusätzliche Masse der Klebestreifen durch Schweißtechniken vermieden werden.
Die simpelste Bauform sind die schlauchförmigen Solarballons, auch Solar-Wurm oder Solar-Zeppelin genannt. Solche Solar-Würmer gibt es seit vielen Jahren als Kinderspielzeug zu kaufen. Dabei handelt es sich einfach um ein paar Meter schwarzer Schlauchfolie, auch mit handelsüblichen schwarzen Mülltüten kann ein Wurm beliebiger Länge gebaut werden. Solche Solar-Würmer können 50 Meter und länger sein.
Eine weitere Bauform ist der Tetraeder. Auch diese Form ist leicht zu bauen, ein Tetraeder besteht nur aus vier glatten Flächen, als Ausgangsmaterial kann man deshalb eine große glatte Folie verwenden.
Bei Ballons in Tropfenform ist das Verhältnis von Volumen zur Masse der Hülle am größten. Ihre Herstellung ist allerdings schwieriger, denn sie müssen aus mehreren spindelförmigen Bahnen zusammengesetzt werden.

## Vergleich zum Heißluftballon
Da Solarballons keinen Brennstoff benötigen, können sie bei gutem Wetter deutlich länger fliegen als Heißluftballons, deren Heizgas-Verbrauch sie bereits nach ein bis zwei Stunden zur Landung zwingt. Im Vergleich zu Heißluftballons entwickeln Solarballons bei gleichem Ballonvolumen einen geringeren Auftrieb. Für dieselbe Tragkraft müssen sie folglich größer sein. Typisches Material für die Hülle von Solarballons ist schwarze Kunststofffolie, während Heißluftballons aus thermisch und mechanisch belastbarerer Ballonseide gefertigt werden.
Ein offensichtlicher Nachteil von Solarballons ist die Abhängigkeit von sonnigem Wetter. Weniger offensichtlich ist ihre extreme Empfindlichkeit gegen Wind. Denn während die Sonne die Hülle aufheizt, kühlt der Wind sie ab. Heißluftballons meiden windiges Wetter, weil Böen den Ballon verformen und gegen Hindernisse treiben können. Das gilt gleichermaßen für Solarballons, wegen des starken Einflusses auf den Auftrieb müssen Solarballons allerdings noch viel mehr auf windarmes Wetter achten. Deshalb sind reine Solarballons für den Personentransport nicht geeignet, da sie schon bei Schleierwolken schnell an Auftrieb verlieren und sinken. Der dabei auftretende Fallwind würde die Abkühlung und den Sinkvorgang weiter verstärken, sofern keine Gegenmaßnahmen ergriffen werden können.
Trotzdem wurden in der Vergangenheit auch größere Solarballons realisiert, die auch Personen befördert haben.

## Geschichte
1963 wurde ein US-amerikanisches Patent angemeldet, in dem ein „Solar balloon or aerostat“ als Erfindung beansprucht wird. Darin wird auch auf noch frühere US-Patente verwiesen, in denen sich die Idee bereits abzeichnet.

### Solar Firefly
Bereits 1963 experimentierte der Amerikaner Tracy Barnes mit unbemannten Solarballons. Zehn Jahre später, am 26. Mai 1973, stieg er mit dem etwa 5700 Kubikmeter großen und tetraederförmigen Solarballon Solar Firefly in den Himmel. Im selben Jahr wurde er von der Ballooning Federation Of America auch für die Entwicklung des Solarballons und den erfolgreichen Flug damit ausgezeichnet.

### Condor I
1977 veröffentlichte der Autor und Experimentalarchäologe Jim Woodman das Buch „Nazca – mit dem Inka-Ballon zur Sonne“. Als mögliche Lösung für das Rätsel der Nazca-Linien stellt er die These auf, dass bereits die Inka im südamerikanischen Peru in der Lage waren, Solarballons zu bauen und damit womöglich sogar den Pazifik überquerten. Anhand verfügbarer Materialien, überlieferten Legenden und mithilfe eines Ingenieurs rekonstruierte er einen Nachbau, den tetraederförmigen Condor I, der 1975 flog. An Bord befanden sich Jim Woodman und der Heißluftballon-Pilot Julian Nott, der mehrere Rekorde hielt. Mit dem erfolgreichen Flug des Condor I über der Ebene von Nazca bekräftigte er seine These. Woodman propagiert darin keinen rein solaren Ballon, sondern lediglich die Nutzung einer „solaren Verstärkung“ für einen normalen, aber dunkel gefärbten, Heißluftballon.

### Sunstat
Am 6. Februar 1978 realisierte der Iraner Fredrick Eshoo mit dem Sunstat einen weiteren erfolgreichen bemannten Solarballon-Flug. Der Sunstat hatte die bewährte Tropfenform der gewöhnlichen Heißluftballons, seine Hülle war aber teilweise transparent. Die transparenten Flächen hatten den Zweck, die eindringenden Sonnenstrahlen erst im Innern des Ballons, an der gegenüberliegenden Hüllen-Wand, zu absorbieren. Damit sollte ein Sonnenkollektor imitiert werden – da eine Ballonhülle aber sehr dünn ist und die Rückwand im Gegensatz zu einem guten Sonnenkollektor nicht isoliert war, ist die Wirksamkeit des Konzeptes fraglich.

### Dominic Michaelis
Dominic Michaelis, ein britischer Architekt und Ingenieur, hatte sich bereits während seines Studiums mit Solararchitektur beschäftigt. Im Gegensatz zum Sunstat verwendete er eine vollständig transparente Außenhülle und einen schwarz gefärbten Innenballon zum Absorbieren der Sonnenstrahlen. Somit konnte der Innenballon seine Wärme komplett im Innern abgeben und nicht, wie bei einer Außenwand, nur zur Hälfte oder weniger. Michaelis realisierte diese Verbesserung auf zwei unterschiedliche Weisen. Sein erster großer Solarballon spannte im Innern der vollständig transparenten Außenhülle drei senkrechte schwarze Folien auf, die 120 Grad zueinander versetzt waren. Als zweite Möglichkeit entwarf er schließlich einen großen Solarballon mit doppelter Hülle. Eine innere schwarze Hülle umschloss ein Luftvolumen von 3000 Kubikmetern, eine äußere transparente Hülle mit 4000 Kubikmetern Rauminhalt schirmte den Wind von der inneren Hülle ab. Wie der vorige, konnte auch dieser Solarballon Menschen tragen und nahm in den späten 1970er Jahren an mehreren Ballon-Festivals teil. 1981 wurde mit diesem Ballon sogar der Ärmelkanal überquert, der Pilot war dabei kein Anderer als Julian Nott, der auch schon in Condor I geflogen war. Michaelis flog nie ausschließlich mit Sonnenstrahlung, bei der Landung benötigte er einen Brenner, der zur Sicherheit mitgeführt wurde.

### ARCA
Im Jahr 2006 wurde von der ARCA, einer nichtstaatlichen rumänischen Kosmonauten- und Raumfahrtvereinigung, quasi nebenbei der wohl bisher größte Solarballon gebaut, der am 2. Dezember 2006 eine Test-Nutzlast von etwa 1000 Kilogramm in eine Höhe von 14700 Metern trug. Der erklärte Zweck dieser Mission war der Transport einer Rakete in die Stratosphäre, von wo aus sie mit weniger Treibstoff in den Erdorbit starten können sollte. Ein zweiter und letzter erfolgreicher Test dieser Art fand am 27. September 2007 statt. Danach folgte die Vereinigung einer anderen Richtung.

### Andere Solarballon-Projekte
1994 wurde in einem französischen Patent eine Montgolfiere solaire als Erfindung angemeldet. Im Januar 2007 präsentierte Matthias Schlegel im Rahmen der Tegernseer Tal Montgolfiade einen funkferngesteuerten 42 Kubikmeter großen Solarballon in Kugelform, der zu klein für einen Personentransport und daher eher ein Solar-Modellballon war.